# Amblychaeturichthys
Amblychaeturichthys és un gènere de peixos de la família dels gòbids i de l'ordre dels perciformes.

## Taxonomia
- Amblychaeturichthys hexanema (Bleeker, 1853)[2]
- Amblychaeturichthys sciistius (Jordan & Snyder, 1901)[3][4][5][6][7][8][9]